# Brotherhood (альбом The Chemical Brothers)
Brotherhood — второй за время деятельности The Chemical Brothers сборник лучших хитов. Альбом появился в продаже 2 сентября 2008 года.

## Об альбоме
На данной компиляции дуэт уместил 14 треков, которые символизируют творческий путь «Химических Братьев» — от «Leave Home» из первого альбома 1995 года до композиции «Do It Again», которую дуэт выпустил последней к моменту релиза «Brotherhood». Также в альбоме присутствует новый трек «Keep My Composure», созданный специально для этого сборника.

## Критика
Альбом получил в целом положительные отзывы музыкальных критиков. На агрегаторе рецензий Metacritic получил 73 балла из 100 на основе 12 обзоров. Брайан Хау из журнала Paste поставил оценку в 8,5 баллов из 10 и заявил, что «эта впечатляющая подборка, наполненная сиренами и назойливыми барабанами, помогает нам представить, каково это — играть в пинбол». Джон Буш из Allmusic оценил альбом на 4 звезды из 5 и сказал: «Трек-лист Brotherhood можно легко оспорить, но он включает в себя большинство одобренных песен из каждого альбома, раннего или нового, новаторского или ортодоксального». Джим Батлер из The Guardian поставил 4 звезды из 5 и прокомментировал: «Созданная для полевых испытаний нового материала, эта ограниченная серия до сих пор высоко ценится поклонниками жанра эйсид-хаус. Нетрудно понять почему». Бен Хогвуд из MusicOHM оценил альбом на 4 звезды из 5 и заявил, что «этот сборник должен поддержать фанатов на какое-то время и, по крайней мере, подтверждает, что The Chemical Brothers остаются на вершине даже сейчас. Куда бы они ни пошли дальше, мы с большим интересом ждем их места назначения». Скотт Плагенхоф из Pitchfork поставил 6,3 балла из 10 и написал, что «эта новая пластинка представляет собой более благоприятный взгляд на The Chemical Brothers 2000-х, чем ее предшественник, а у версии на два CD бонусный диск лучше, чем в сборнике 2003 года». Тим Онил из PopMatters поставил 7 баллов из 10 и прокомментировал: «Альбом сносно пытается примирить две все более и более разрозненные стороны раздвоения личности The Chemical Brothers».

## Список композиций
Диск 1
1. Galvanize (С альбома «Push The Button») — 4:29
2. Hey Boy Hey Girl (С альбома «Surrender») — 4:49
3. Block Rockin' Beats (С альбома «Dig Your Own Hole») — 5:00
4. Do It Again (С альбома «We Are The Night») — 3:41
5. Believe (C альбома «Push The Button») — 6:00
6. Star Guitar (С альбома «Come with Us») — 6:10
7. Let Forever Be (С альбома «Surrender») — 3:56
8. Leave Home (С альбома «Exit Planet Dust») — 5:07
9. Keep My Composure (С участием «Spank Rock») — 5:43
10. Saturate (С альбома «We Are The Night») — 4:49
11. Out Of Control (С альбома «Surrender») — 7:21
12. Midnight Madness — 3:35
13. The Golden Path (Со сборника «Singles 93-03») — 4:47
14. Setting Sun (С альбома «Dig Your Own Hole») — 4:00
15. Chemical Beats (С альбома «Exit Planet Dust») — 4:02

Бонус-трек
1. «All Rights Reversed (Fight The Drabs Mix)» — 7:26

Диск 2
1. Electronic Battle Weapon 01 (Версия «It Doesn’t Matter» с альбома «Dig Your Own Hole») — 6:36
2. Electronic Battle Weapon 02 (Версия "Don’t Stop the Rock с альбома «Dig Your Own Hole») — 7:12
3. Electronic Battle Weapon 03 (Ремикс «Under The Influence» с альбома «Surrender») — 5:02
4. Electronic Battle Weapon 04 («Freak Of The Week» с сингла «Music: Response») — 6:05
5. Electronic Battle Weapon 05 (Версия «It Began In Afrika» с альбома «Come With Us») — 9:47
6. Electronic Battle Weapon 06 (Ремикс «Hoops» с альбома «Come With Us») — 8:59
7. Electronic Battle Weapon 07 («Acid Children» с сингла «Galvanize») — 7:24
8. Electronic Battle Weapon 08 (Версия «Saturate» с альбома «We Are The Night») — 6:15
9. Electronic Battle Weapon 09 — 6:47
10. Electronic Battle Weapon 10 (Версия «Midnight Madness») — 8:17